# Aloha (Oregon)
Aloha és una concentració de població designada pel cens dels Estats Units a l'estat d'Oregon. Segons el cens del 2000 tenia 41.741 habitants.

## Demografia
Segons el cens del 2000, Aloha tenia 41.741 habitants, 14.228 habitatges, i 10.841 famílies. La densitat de població era de 2.186,7 habitants per km².
Dels 14.228 habitatges en un 42,9% hi vivien nens de menys de 18 anys, en un 59,4% hi vivien parelles casades, en un 11,6% dones solteres, i en un 23,8% no eren unitats familiars. En el 16,9% dels habitatges hi vivien persones soles el 3,5% de les quals corresponia a persones de 65 anys o més que vivien soles. El nombre mitjà de persones vivint en cada habitatge era de 2,92 i el nombre mitjà de persones que vivien en cada família era de 3,28.
Per edats la població es repartia de la següent manera: un 29,8% tenia menys de 18 anys, un 9,1% entre 18 i 24, un 35% entre 25 i 44, un 20,3% de 45 a 60 i un 5,7% 65 anys o més.
L'edat mediana era de 31 anys. Per cada 100 dones de 18 o més anys hi havia 99,8 homes.
La renda mediana per habitatge era de 52.299 $ i la renda mediana per família de 56.566 $. Els homes tenien una renda mediana de 40.369 $ mentre que les dones 29.921 $. La renda per capita de la població era de 19.685 $. Aproximadament el 5,6% de les famílies i el 7,9% de la població estaven per davall del llindar de pobresa.

## Poblacions més properes
El següent diagrama mostra les poblacions més properes.